# São Julião da Figueira da Foz
São Julião da Figueira da Foz era una freguesia portuguesa del municipio de Figueira da Foz, distrito de Coímbra.

## Historia
Fue suprimida el 28 de enero de 2013, en aplicación de una resolución de la Asamblea de la República portuguesa promulgada el 16 de enero de 2013 al unirse con la freguesia de Buarcos, formando la nueva freguesia de Buarcos e São Julião.